# 中华人民共和国文化和旅游部
中华人民共和国文化和旅游部，规范化简称文化和旅游部，亦简称文旅部，是中华人民共和国国务院主管文化和旅游业工作的组成部门。文化和旅游部主要负责贯彻落实中国共产党的宣传文化工作方针政策，研究拟订文化和旅游工作政策措施，统筹规划文化事业、文化产业、旅游业发展，深入实施文化惠民工程，组织实施文化资源普查、挖掘和保护工作，维护各类文化市场包括旅游市场秩序，加强对外文化交流，推动中华文化走出去等工作。

## 沿革

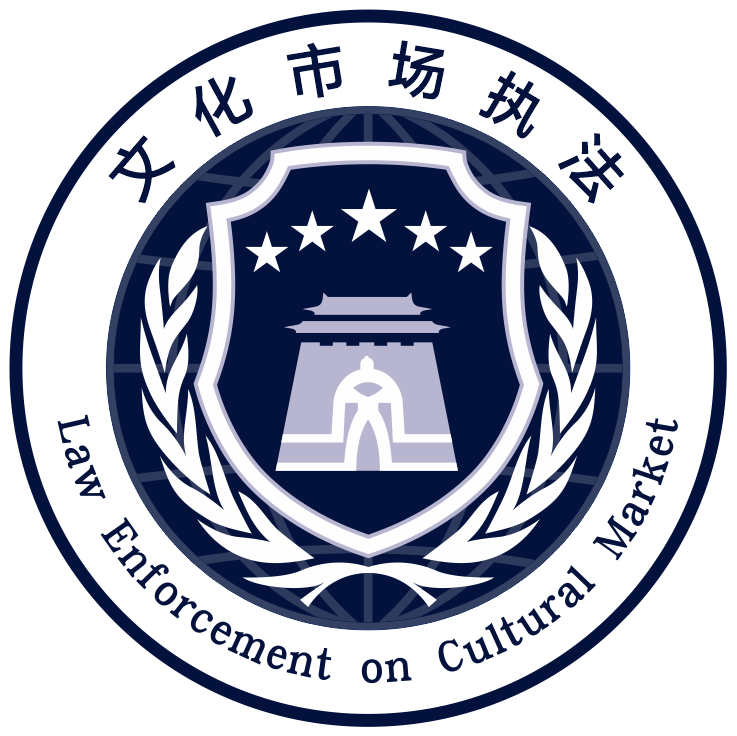
中华人民共和国文化市场执法标志

2018年3月17日第十三届全国人民代表大会第一次会议通过《第十三届全国人民代表大会第一次会议
关于国务院机构改革方案的决定》，批准《国务院机构改革方案》。方案规定：“组建文化和旅游部。将文化部、国家旅游局的职责整合，组建文化和旅游部，作为国务院组成部门。不再保留文化部、国家旅游局。”
2018年3月21日，原文化部官网、原国家旅游局官网正式更名为中华人民共和国文化和旅游部官网。其中，原文化部的网站更名后，在“文化和旅游部”后标注了“文化事业 文化产业”；而原国家旅游局的网站更名后，则标注了“旅游事业 旅游产业”，用以作为区别。
2018年4月8日，文化和旅游部正式挂牌。
2020年8月31日，根据国家发展改革委《关于全面推开行业协会商会与行政机关脱钩改革的实施意见》（发改体改〔2019〕1063号），原由文旅部（含原文化部、原国家旅游局）主管的中国演出行业协会、中国话剧协会、中华文化促进会、中华文化发展促进会、中国旅行社协会等35家行业协会（商会）与文旅部分离，依法直接登记、独立运行，剥离行政职能，不再设置业务主管单位。取消对其直接财政拨款，通过政府购买服务等方式支持其发展。

## 职责
根据《文化和旅游部职能配置、内设机构和人员编制规定》，文化和旅游部承担下列职能：
1. 贯彻落实党的文化工作方针政策，研究拟订文化和旅游政策措施，起草文化和旅游法律法规草案。
2. 统筹规划文化事业、文化产业和旅游业发展，拟订发展规划并组织实施，推进文化和旅游融合发展，推进文化和旅游体制机制改革。
3. 管理全国性重大文化活动，指导国家重点文化设施建设，组织国家旅游整体形象推广，促进文化产业和旅游产业对外合作和国际市场推广，制定旅游市场开发战略并组织实施，指导、推进全域旅游。
4. 指导、管理文艺事业，指导艺术创作生产，扶持体现社会主义核心价值观、具有导向性代表性示范性的文艺作品，推动各门类艺术、各艺术品种发展。
5. 负责公共文化事业发展， 推进国家公共文化服务体系建设和旅游公共服务建设，深入实施文化惠民工程，统筹推进基本公共文化服务标准化、均等化。
6. 指导、推进文化和旅游科技创新发展，推进文化和旅游行业信息化、标准化建设。
7. 负责非物质文化遗产保护， 推动非物质文化遗产的保护、传承、普及、弘扬和振兴。
8. 统筹规划文化产业和旅游产业，组织实施文化和旅游资源普查、挖掘、保护和利用工作，促进文化产业和旅游产业发展。
9. 指导文化和旅游市场发展，对文化和旅游市场经营进行行业监管，推进文化和旅游行业信用体系建设，依法规范文化和旅游市场。
10. 指导全国文化市场综合执法，组织查处全国性、跨区域文化、文物、出版、广播电视、电影、旅游等市场的违法行为，督查督办大案要案，维护市场秩序。
11. 指导、管理文化和旅游对外及对港澳台交流、合作和宣传、推广工作，指导驻外及驻港澳台文化和旅游机构工作，代表国家签订中外文化和旅游合作协定，组织大型文化和旅游对外及对港澳台交流活动，推动中华文化走出去。
12. 管理国家文物局。
13. 完成党中央、国务院交办的其他任务。

## 机构设置
根据《文化和旅游部职能配置、内设机构和人员编制规定》、《中央编办关于文化和旅游部所属事业单位机构编制的批复》（中央编办复字〔2018〕81号）、《文化和旅游部办公厅关于印发文化和旅游部所属事业单位名单的通知》（办人发〔2018〕80号），文化和旅游部设置下列机构：

### 内设机构
- 办公厅
- 政策法规司
- 人事司
- 财务司
- 艺术司
- 公共服务司
- 科技教育司（全国艺术科学规划领导小组办公室）[註 2]
- 非物质文化遗产司
- 产业发展司
- 资源开发司
- 市场管理司
- 文化市场综合执法监督局
- 国际交流与合作局（港澳台办公室）
- 机关党委
- 离退休干部局

### 文化和旅游部管理的国家局
- 国家文物局（副部级）

### 派出机构
- 各驻外中国文化中心
- 各驻外中国旅游办事处

### 直属事业单位
- 文化和旅游部机关服务中心（文化和旅游部机关服务局）
- 文化和旅游部信息中心
- 国家艺术基金管理中心
- 中国艺术研究院（中国非物质文化遗产保护中心）
- 国家图书馆（国家古籍保护中心、国家典籍博物馆、中国国家图书馆、中国国家古籍保护中心）
- 故宫博物院[註 3]
- 国家博物馆（中国国家博物馆）[註 4]
- 中央文化和旅游管理干部学院
- 国家京剧院（中国国家京剧院）
- 国家话剧院（中国国家话剧院）
- 中国歌剧舞剧院
- 中国交响乐团
- 中国儿童艺术剧院
- 中央歌剧院
- 中央芭蕾舞团（中央芭蕾舞团舞蹈学校）
- 中央民族乐团
- 中国煤矿文工团（中国安全生产艺术团）
- 中国美术馆
- 中国国家画院
- 文化和旅游部恭王府博物馆
- 文化和旅游部人才中心
- 文化和旅游部离退休人员服务中心
- 文化和旅游部艺术发展中心
- 文化和旅游部清史纂修与研究中心
- 中外文化交流中心
- 文化和旅游部民族民间文艺发展中心
- 中国艺术科技研究所
- 文化和旅游部全国公共文化发展中心
- 文化和旅游部海外文化设施建设管理中心
- 中国国学研究与交流中心
- 梅兰芳纪念馆
- 中国工艺美术馆
- 文化和旅游部非物质文化遗产国际培训中心（联合国教科文组织亚太地区非物质文化遗产国际培训中心）
- 《中华英才》半月刊社
- 中国旅游研究院（文化和旅游部数据中心）
- 文化和旅游部旅游质量监督管理所
- 文化和旅游部招待所
- 文化和旅游部第二招待所
- 文化和旅游部幼儿园
- 文化和旅游部北戴河休养所（文化和旅游部北戴河培训中心）

### 直属企业单位
- 中国文化传媒集团有限公司
- 中国东方演艺集团有限公司
- 中国对外文化集团有限公司（代管）
- 中国数字文化集团有限公司
- 中国动漫集团有限公司
- 中国文化报社
- 音乐生活报社
- 中国美术报社
- 文化艺术出版社
- 故宫出版社
- 国家图书馆出版社
- 中国数字文化集团有限公司
- 文化月刊杂志社
- 艺术市场杂志社
- 艺术教育杂志社
- 美术观察杂志社
- 文艺研究杂志社
- 艺术评论杂志社
- 中国摄影家杂志社
- 红楼梦学刊杂志社
- 文艺理论与批评杂志社
- 中国文化杂志社
- 中国艺术时空杂志社
- 传记文学杂志社
- 中华文化画报杂志社
- 中国音乐学杂志社
- 中国京剧杂志社
- 紫禁城杂志社
- 故宫博物院院刊杂志社
- 中国国家博物馆馆刊杂志社
- 国家图书馆学刊杂志社
- 文献杂志社
- 中国图书馆学报杂志社
- 中外文化交流（中、英）杂志社
- 中国民族博览杂志社
- 中国百老汇杂志社
- 中国岩画杂志社
- 中国旅游报社
- 中国旅游出版社

### 主管社会团体
- 中国油画学会
- 中国汉画学会
- 中国壁画学会
- 中国雕塑学会
- 中国红楼梦学会
- 中国儿童歌舞学会
- 中国儿童音乐学会
- 中国少数民族舞蹈学会
- 中国少数民族戏剧学会
- 中国少数民族音乐学会
- 中国少数民族声乐学会
- 中国戏曲学会
- 中国戏曲表演学会
- 中国戏曲导演学会
- 中国戏曲音乐学会
- 中国戏剧文学学会
- 中国音乐文学学会
- 中国艺术摄影学会
- 中国艺术档案学会
- 中国群众文化学会
- 中国舞台美术学会
- 中国民族管弦乐学会
- 中国木偶皮影艺术学会
- 中国少年儿童造型艺术学会
- 中国艺术职业教育学会
- 中国延安文艺学会
- 中国社会主义文艺学会
- 中华曲艺学会
- 中国艺术人类学学会
- 中国圆明园学会
- 中国维吾尔古典文学和木卡姆学会
- 中国画学会
- 中国大众文化学会
- 中国岩画学会
- 晋察冀文艺研究会
- 周信芳艺术研究会
- 中国京剧程派艺术研究会
- 中国文化研究会
- 中国东方文化研究会
- 中国李白研究会
- 中国歌剧研究会
- 中国昆剧古琴研究会
- 中国傩戏学研究会
- 中国食文化研究会
- 中国儿童戏剧研究会
- 中国儿童文学研究会
- 中国农民书画研究会
- 中国老年书画研究会
- 中国话剧理论与历史研究会
- 中国戏曲现代戏研究会
- 中国国际书画艺术研究会
- 中华服饰文化研究会
- 中华炎黄文化研究会
- 中国梅兰芳文化艺术研究会
- 中国河洛文化研究会
- 西游记文化研究会
- 中国范仲淹研究会
- 中国建筑文化研究会
- 中国民族声乐艺术研究会
- 中国诗书画研究会
- 中国玉文化研究会
- 张君秋京剧艺术研究会
- 中国文化书院
- 中国徐福会
- 中华文化联谊会
- 中国国际文化交流中心
- 北京国酒茅台文化研究会
- 海峡两岸旅游交流协会

## 历任领导
| 部长 - 雒树刚（2018年3月19日—2020年8月11日） - 胡和平（2020年8月11日—2023年12月29日） - 孙业礼（2023年12月29日—） 副部长 - 李金早（2018年3月21日—2020年9月4日） - 李群（2018年3月21日—2025年4月28日，2021年3月22日至2025年4月26日兼任国家文物局党组书记、局长） - 项兆伦（2018年3月21日—2019年3月19日） - 张旭（2018年3月21日—2022年8月10日） - 杜江（2020年12月28日—2025年1月23日） - 饶权（2021年6月4日—） - 卢映川（2021年10月25日—） - 张政（2024年2月—2025年3月) - 高政（2025年1月—) - 王建华（2025年6月—) | 党组书记 - 雒树刚（2018年3月19日—2020年7月30日） - 胡和平（2020年7月30日—2023年11月13日） - 孙业礼（2023年11月13日—） 党组副书记 - 李金早（2018年3月21日—2020年7月29日） - 张政（2024年2月—2025年3月) 党组成员 - 李群（2018年3月21日—2025年4月28日，2021年3月22日至2025年4月26日兼任国家文物局党组书记、局长） - 项兆伦（2018年3月21日—2019年3月19日） - 张旭（2018年3月21日—2022年8月） - 单霁翔（2018年3月21日—2019年4月8日，故宫博物院院长，副部长级） - 刘玉珠（2018年3月21日—2021年3月22日，国家文物局党组书记、局长） - 迟耀云（2018年3月21日—2021年5月，纪检监察组组长） - 李世宏（2018年3月21日—2019年4月） - 王晓峰（2018年3月21日—2021年10月） - 于群（2018年3月21日—2018年12月） - 魏洪涛（2018年3月21日—2018年11月） - 王旭东（2019年4月8日—，故宫博物院院长，副部长级） - 杜江（2020年11月—2025年1月） - 腊翊凡（2021年5月—，纪检监察组组长） - 饶权（2021年5月—） - 卢映川（2021年10月—） - 高政（2025年1月—) |

## 驻部纪检监察组
中央纪律检查委员会国家监察委员会驻文化和旅游部纪检监察组，简称中央纪委国家监委驻文化和旅游部纪检监察组，是中国共产党中央纪律检查委员会、中华人民共和国国家监察委员会设在文化和旅游部的派驻机构。

### 沿革
改革开放后，中央纪委驻文化部纪检组（监察部驻文化部监察局）是中央纪委监察部派驻机构。2014年12月，中共中央制定出台《关于加强中央纪委派驻机构建设的意见》，为派驻全覆盖确定了时间表和路线图。2015年中共中央《关于全面落实中央纪委向中央一级党和国家机关派驻纪检机构的方案》（中办发〔2015〕55号）撤销监察部驻各单位监察局，中央纪委驻各单位纪检组为对外工作联络的唯一名称，中共中央批准中央纪委对139家中央一级党和国家机关派驻纪检机构全覆盖，共设置47家派驻机构，其中20家为单独派驻机构，27家综合派驻机构负责监督119家单位。中央纪委驻文化部纪检组负责综合监督文化部、国家文物局2家单位，主要职责是：履行对文化部及国家文物局党风廉政建设的监督责任；督促文化部及国家文物局各级领导班子落实党风廉政建设主体责任，对履行党风廉政建设主体责任不力、造成严重后果的，提出问责建议。检查文化部及国家文物局领导班子及其成员遵守党章和其他党内法规，贯彻执行党的路线方针政策和决议，遵守政治纪律和政治规矩，以及贯彻执行民主集中制、选拔任用干部、加强作风建设、依法行使职权和廉洁从政等情况。经批准，初步核实反映文化部及国家文物局领导班子及中管干部的问题线索；参与调查文化部及国家文物局领导班子及中管干部违犯党纪的案件。负责调查文化部及国家文物局内设机构、直属单位领导班子及其成员和司局级干部违犯党纪的案件，必要时可以直接调查处级及以下干部违犯党纪的案件。受理对文化部及国家文物局党组织和党员的检举、控告，受理文化部及国家文物局党组织和党员不服处分的申诉。协助文化部及国家文物局做好巡视工作；承办中央纪委交办的其他事项。
原先中央纪委、监察部分别有中央纪委驻国家旅游局纪检组、监察部驻国家旅游局监察局，合署办公。2016年初，中央纪委完成了派驻机构全覆盖，中央纪委驻商务部纪检组从单独派驻转为综合派驻，承担对商务部、国家旅游局、贸促会3家单位的监督工作。原先的中央纪委驻国家旅游局纪检组、监察部驻国家旅游局监察局随之撤销。
2018年，深化党和国家机构改革及《中华人民共和国监察法》施行后，调整组建中央纪律检查委员会国家监察委员会驻文化和旅游部纪检监察组，综合派驻文化和旅游部、国家文物局2家单位。

### 机构设置
根据有关规定，中央纪委国家监委驻文化和旅游部纪检监察组设置下列机构（除注明外为副司局级）：
- 办公室
- 第一纪检监察室
- 第二纪检监察室
- 第三纪检监察室

### 历任领导
组长
- 迟耀云（2018年3月21日—2021年5月）
- 腊翊凡 二级副总监察官（2021年5月—，纪检监察组组长）